# Reunificació alemanya
|  | No s'ha de confondre amb Unificació alemanya. |

Esquema dels països

La reunificació alemanya (alemany: Deutsche Wiedervereinigung) va ocórrer el 3 d'octubre de 1990, data en què les àrees de l'antiga República Democràtica Alemanya (coneguda com Alemanya Oriental) van ser incorporades a la República Federal Alemanya (coneguda com Alemanya Occidental).
Després de la Caiguda del mur de Berlín el novembre del 1989 la reunificació era inevitable, iniciant un complex procés polític, social i econòmic. Entre 1989 i setembre de 1990 van conviure dos governs, un a la República Federal i un altre a la República Democràtica. A més, les dues repúbliques encara eren territoris ocupats per les quatre potències vencedores de la Segona Guerra Mundial i no hi havia un tractat que posés fi de forma legal al conflicte que havia acabat feia quaranta-cinc anys, aquests aspectes formals van motivar que la reunificació es fes en diferents etapes.
Després de les primeres eleccions lliures de l'Alemanya Oriental el 18 de març de 1990 van començar les negociacions entre Alemanya Oriental i Alemanya Occidental les quals van culminar en el Tractat d'Unificació, mentre que les negociacions entre les dues Alemanyes i els quatre estats d'ocupació (Gran Bretanya, França, EUA i la Unió Soviètica) van signar l'anomenat Tractat Dos més Quatre, el qual atorgava la independència plena a l'estat alemany reunificat. L'Alemanya reunificada va romandre com a membre de la Comunitat Europea i de l'OTAN. S'utilitza el terme "reunificació" en comptes d'"unificació", ja que l'últim es refereix a la Unificació alemanya el 1871.

## Antecedents

Alemanya ocupada, 1945

Després de la fi de la Segona Guerra Mundial a Europa, Alemanya va ser dividida en quatre zones d'ocupació. Berlín, l'antiga capital, com a seu del Consell del Control dels Aliats, va ser, al seu torn, dividida en quatre zones d'ocupació. Encara que la intenció original dels estats d'ocupació era governar plegats l'Alemanya de les fronteres de 1947, la tensió de la Guerra Freda va fer que les zones francesa, britànica i nord-americana formessin la República Federal Alemanya (i Berlín Oest) el 1949, excloent la zona soviètica la qual formaria la República Democràtica Alemanya (incloent-hi Berlín Est), el mateix any. A més, d'acord amb els termes de la Conferència de Ialta del febrer de 1945, les províncies de Pomerània Oriental i Silesia, així com la meitat sud de Prússia Oriental van ser annexades per Polònia i la meitat nord de Prússia Oriental (avui dia Oblast de Kaliningrad) va ser annexionada per la Unió Soviètica (i que avui dia pertany a Rússia).
L'Alemanya Oriental i l'Alemanya Occidental van declarar ser la successora legítima i legal del Reich alemany. No obstant això, Alemanya Oriental va canviar la seva posició poc després, declarant que Alemanya va deixar d'existir el 1945 i que tant l'Alemanya Oriental com l'Alemanya Occidental eren estats nous. A l’Alemanya occidental es van donar elements d’un patriotisme cultural, defensat per intel·lectuals d’esquerra. Però el punt de vista oficial va mantenir l’existència dels dos estats alemanys dins d’una nació alemanya, amb una de les característiques essencials de la cultura política oficial: la vergonya col·lectiva de ser alemany. En contrast, l’Alemanya oriental havia introduït una forma específica d’identitat, una concepció de nació definida en termes de classe, convertint el règim comunista en un estat socialista dels treballadors i camperols i es va propagar oficialment l’orgull de ser un estat antifeixista.
La primera proposta de reunificació alemanya va ser realitzada per Ióssif Stalin el 1952 sota termes similars als adoptats després per Àustria. El tractat requeria la creació d'una Alemanya neutral amb una frontera oriental sobre la línia Oder-Neisse, i que totes les tropes dels aliats fossin retirades l'any següent. El govern de l'Alemanya Occidental, sota el canceller Konrad Adenauer va afavorir una integració més propera amb l'Europa Occidental, i va demanar que la reunificació fos negociada amb la provisió de què haguessin eleccions supervisades en tota l'Alemanya. Aquesta condició va ser rebutjada pels soviètics. Una altra proposta de Stalin incloïa la reunificació d'Alemanya dins les fronteres antigues del 31 de desembre, 1937 sota la condició que Alemanya s'afiliés al Pacte de Varsòvia (és a dir, al Bloc Oriental).
Des de 1949, la República Federal Alemanya es va desenvolupar com una nació capitalista occidental amb una "economia de mercat social" i amb un govern parlamentari i democràtic. El creixement perllongat, que començaria la dècada de 1950, es va traduir en un "miracle econòmic" (wirtschaftswunder) de 30 anys. A l'altra banda de la frontera la República Democràtica Alemanya va establir un govern autoritari amb una economia planificada centralment. Encara que Alemanya Oriental es convertiria en l'estat més ric i avançat del Bloc Oriental, la majoria dels seus ciutadans encara enyoraven les llibertats polítiques i la prosperitat econòmica de l'oest. La fugida d'un gran nombre d'alemanys orientals cap als països no comunistes des de Berlín Oest va fer que Alemanya Oriental erigís el "sistema fronterer" (del qual, el mur de Berlín seria una part) el 1961, per un èxode major.
El govern d'Alemanya Occidental i els seus aliats de l'OTAN no van reconèixer, al començament la República Democràtica Alemanya ni la República Popular de Polònia, per la doctrina de Hallstein. Les relacions entre les dues Alemanyes van romandre fredes fins que el canceller oriental Willy Brandt va iniciar una controvertible política d'apropament amb l'Alemanya Oriental (anomenada Ostpolitik) la dècada del 1970.

## La fi de la divisió
Durant la dècada del 1980 la idea d'unificació alemanya era considerada en les dues Alemanyes com una esperança distant, inassolible mentre els governs comunistes governessin l'Europa Oriental. No obstant això, aquesta esperança de reunificació va ser posada a l'abast per mitjà dels canvis polítics de la Unió Soviètica. L'adveniment del líder reformista Mikhaïl Gorbatxov el 1985 va iniciar onades de reforma que s'estenien per tot el Bloc Oriental, i les quals presentaven una nova oportunitat de canvi a l'Alemanya Oriental.
L'agost de 1989, Hongria va aixecar les seves restriccions frontereres amb Àustria i el setembre del mateix any, més de 13.000 persones van fugir a l'oest passant per Hongria. Les manifestacions massives contra el règim oriental van començar a la tardor de 1989, les més prominents en serien les manifestacions de dilluns de Leipzig. Davant l'agitació civil, el líder oriental Erich Honecker va dimitir el 18 d'octubre del mateix any. El gabinet sencer va renunciar el 7 de novembre.
El 9 de novembre de 1989 es va escampar el rumor que les restriccions de viatge per als alemanys orientals havien estat retirades pel nou govern, i milers de persones van anar cap al mur de Berlín on els guàrdies van acabar obrint les portes d'accés per permetre el pas. Embravits, molts alemanys de tots dos costats van començar a enderrocar diverses seccions del mur. Aquest fet fou el catalitzador de la caiguda definitiva del règim i la reunificació de les dues alemanyes.
El 18 de març de 1990, es van realitzar les primeres eleccions lliures sota un sistema no comunista a l'Alemanya Oriental, amb la intenció de construir un govern per negociar la finalització de l'estat. Un ideòleg alemany va dir el 1989: "Polònia romandria com a Polònia encara que caigués el comunisme; però, sense comunisme, l'Alemanya Oriental no tenia cap raó per existir."
Sota el mandat del primer ministre Lothar de Maizière, Alemanya Oriental va negociar, amb Alemanya Occidental, el Regne Unit, França, els Estats Units i la Unió Soviètica les condicions a la reunificació. Malgrat haver-se retractat de la seva oposició a la reunificació, la Unió Soviètica va objectar l'absorció d'Alemanya Oriental a l'OTAN, per mitjà de la reunificació. No obstant això, es va assolir un acord en què l'Alemanya, com a nació unificada, pertanyeria a l'OTAN, sota la condició que les tropes de l'OTAN no serien apostades en territori d'Alemanya Oriental.

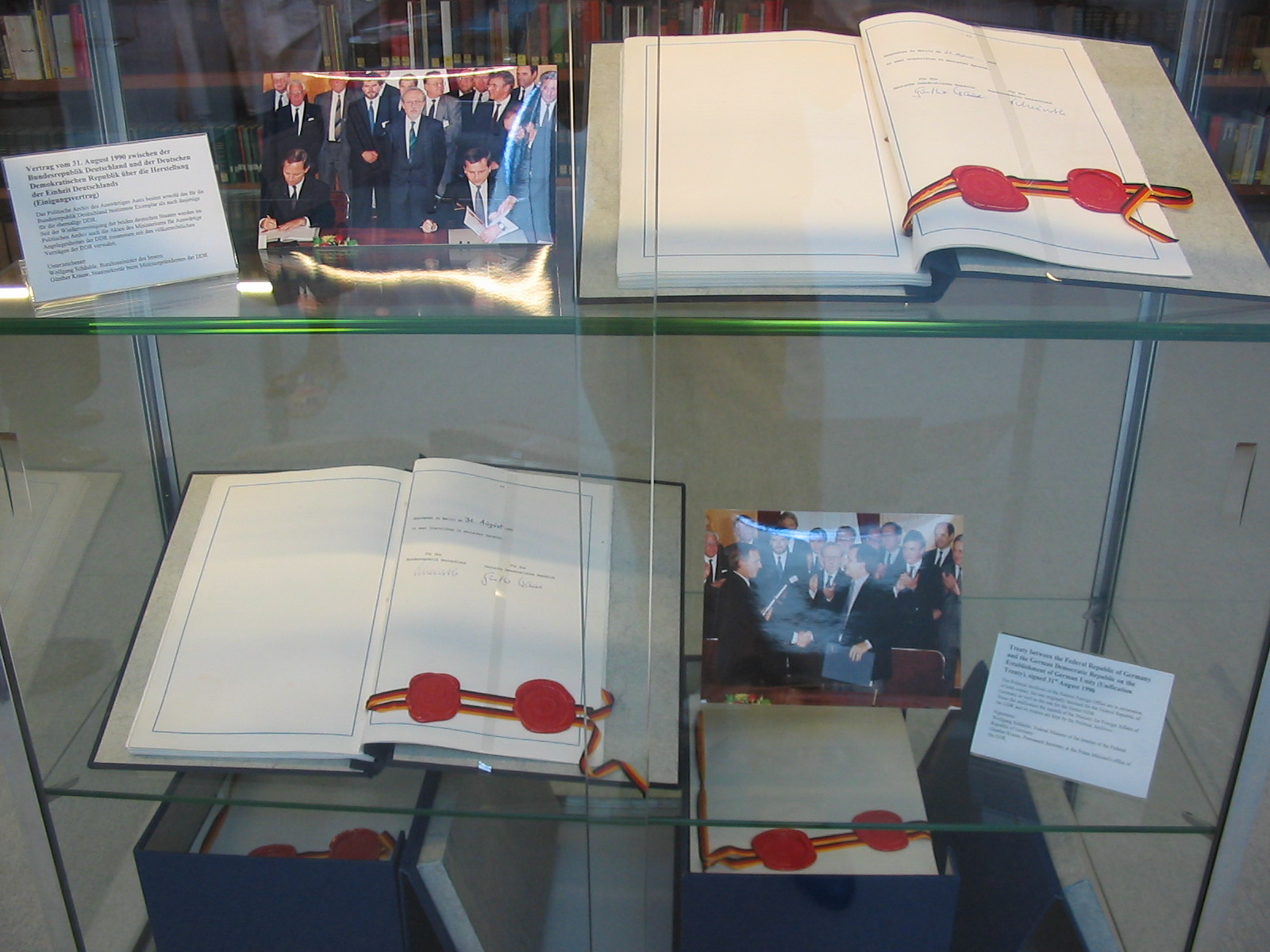
El Tractat d'Unificació (Einigungsvertrag)

Paral·lelament a les negociacions multilaterals, els governs de les dues Alemanyes van signar el 18 de maig un acord intermedi, una Unió Econòmica Social i Monetària, la qual va començar l'1 de juliol. El 23 d'agost el parlament de l'Alemanya Oriental (Volkskammer) va aprovar la proposició d'annexió a la República Federal Alemanya. El Tractat d'Unificació (Einigungsvertrag) es va signar el 31 d'agost, 1990 pels representants de les dues Alemanyes. El 12 de setembre de 1990, es va signar el Tractat sobre la Resolució Final respecte a Alemanya (El Tractat Dos més Quatre), el qual restablia la sobirania dels estats alemanys.
Alemanya es va reunificar oficialment el 3 d'octubre, 1990, data en què els cinc estats restablerts (Bundesländer) de l'Alemanya Oriental –Brandenburg, Mecklenburg-Pomerània Occidental, Saxònia, Saxònia-Anhalt i Turíngia– es van unir formalment a la República Federal Alemanya, escollint una de les dues opcions implementades per la constitució d'aquest país. Atès que aquests cinc estats alemanys es van unir als altres 23 d'acord amb l'article 23, l'àrea sota la constitució simplement s'ampliava per incloure'ls. L'altra opció era que Alemanya Oriental s'unís com una entitat a Alemanya Occidental, una altra entitat, i després, entre altres coses, s'aprovés una nova constitució pel nou país. Encara que l'opció que es va escollir era més senzilla, ha produït sentiments d'"ocupació" o de ser "annexats" a l'antiga República Federal.
Per facilitar el procés, la República Federal Alemanya va fer canvis a la "Llei Bàsica" o constitució. L'article 146 va ser esmenat per tal que l'article 23 de la constitució actual pogués ser utilitzat per a la reunificació. Llavors, tan bon punt els cinc "estats federats restablerts" de l'Alemanya Oriental s'hagueren unit, la Llei Bàsica es va esmenar una altra vegada per indicar que no hi havia altres regions d'Alemanya, que existien fora del territori unificat i que no s'haguessin annexionat. No obstant això, la constitució pot ser esmenada una altra vegada en el futur i encara permet l'adopció d'altra constitució per al poble alemany en el futur.
El 14 de novembre de 1990, el govern alemany va firmar un tractat amb Polònia establint les fronteres alemanyes de la línia Oder-Neisse com a fronteres permanents i, per tant, renunciant a la Silèsia, la Pomerània de l'Est, Danzig i Prússia de l'Est. El mes següent, es van realitzar les primeres eleccions generals de tots els estats alemanys des de 1933, que tindrien com a resultat una majoria pel govern de coalició de Helmut Kohl.

## Els efectes de la reunificació
El cost de la reunificació ha estat una càrrega feixuga a l'economia alemanya i ha contribuït a l'alentiment del creixement econòmic en anys recents. Els costos de la reunificació han estat estimats en més de 2 bilions de dòlars, quantitat similar al deute nacional de l'estat.
Els Länder de l’Alemanya oriental, especialment a partir de l’estiu del 1990 amb la Unió Monetària, van haver d’orientar el seu comerç cap als països de l'OCDE i, per tant, van haver de fer front a la competència del mercat de la Unió Europea i a l’hora a la pèrdua dels seus mercats a l’Est, en el marc del COMECON. La part oriental tenia un 30% menys de productivitat a finals de la dècada dels noranta, respecte a l’oest.
Per poder competir i desfer-se de les antigues estructures burocràtiques del règim comunista i modernitzar l’aparell productiu es va iniciar un procés de privatització i liquidació d’empreses, anteriorment públiques. Aquest procés es va fer mitjançant un organisme públic de privatitzacions, el Treuhandanstalt, conegut de forma abreujada com Treuhand o THA, amb el propòsit d’administrar i privatizar les empreses estatals (Volkseigener Betrieb, abreviatura oficial: VEB)
De les empreses privatitzades per Treuhand, un 70% es podrien considerar independents i el 30% restant han anat a algun grup occidental o estranger.
Dels fons transferits inicialment la major part es van destinar a assumir els deutes i dèficit de la seguretat social oriental i només una petita part anava destinada a inversions a llarg termini. La debilitat de l’economia oriental va fer que s’integressin els cinc Länder de l’est com regió potencial receptora de fons comunitaris. Des del juliol de 1990 el Banc Federal Alemany va assumir la política monetària oriental. El govern alemany va posar en pràctica una política fiscal expansiva, resultant una política monetària restrictiva per part del Bundesbank amb un augment dels tipus d’interès. L’elevat cost de la Reunificació exigia ingressos addicionals, però l’augment dels impostos es va fer amb cert retard, suposant un deteriorament de les finances públiques. Els diners necessaris procedien dels pressupostos federals i de contribucions especials de solidaritat a càrrec dels treballadors i empreses. (Dels anys 1995 a 1997 va ser un recàrrec del 7,5% sobre renda i societats i a partir de 1998 del 5,5%).
A trenta anys de la reunificació els salaris de l’est, estaven al 85% del nivell dels habitants de l’oest, a canvi de tenir uns costos de vida inferiors en la gran part de les seves ciutats, tot i això, la part oriental presentava una població més envellida i amb més despoblació rural, a causa a la forta emigració cap a altres zones i també per la pròpia piràmide generacional.